# Ван Фан
Ван Фан (спр. кит.: 王芳, пін. Wáng Fāng; 25 червня 1985, Ляоян, провінція Ляонін, КНР) — китайська співачка, спеціалістка з китайського народного вокалу. Національність — китаянка (ханка). Походить із родини робітників: батько — електрик, матір — швачка. Навчалася на курсі вокалу Шен'янської музичної консерваторії (2002—2006); згодом працювала у ній викладачем. Закінчила магістратуру з народного вокалу тої ж консерваторії (2010—2013). 2012 року здобула друге місце на державному щорічному фестивалі супутникового телебачення Цзянсі «Китайський червоний пісенний фестиваль». У 2013 році брала участь у Весняному фестивалі CCTV з піснею «Гімн героям» про прославлення китайських добровольців у Корейській війні. Потрапила до десятки найпопулярніших співаків Китаю. 2017 року одружилася з блогером Чжоу Сяопіном, улюбленцем Сі Цзіньпіня. 7 вересня 2023 року виступила на руїнах знищеного росіянами театру в Маріуполі та заспівала китайською пісню «Катюшу», що викликало резонанс і осуд українського МЗС. 11 вересня вона назвала українців «нацистами» та звинуватила у «вбивствах дітей».

## Пісні
- 2012: Потанцюй мене (让我们舞起来)
- 2013: Гімн героїв (英雄赞歌)
- 2014: Красива китайська мрія (美丽中国梦)